# Valeriana transjenisensis
Valeriana transjenisensis är en kaprifolväxtart som beskrevs av Kreyer. Valeriana transjenisensis ingår i släktet vänderötter, och familjen kaprifolväxter. Inga underarter finns listade i Catalogue of Life.